# 横須賀市立鶴久保小学校
横須賀市立鶴久保小学校（よこすかしりつ つるくぼしょうがっこう）とは、神奈川県横須賀市不入斗町にある市立小学校。

## 沿革
- 1908年（明治41年） - 尋常鶴久保小学校として開校。
- 1941年（昭和16年）4月1日 - 国民学校令により、横須賀市鶴久保国民学校に改称。
- 1947年（昭和22年）4月1日 - 学制改革により現校名に改称。
- 1975年（昭和50年） - 横須賀市立陽光小学校が分離。
- 2006年（平成18年） - 陽光小学校を合併。陽光小跡地には2013年に神奈川衛生学園専門学校（学校法人衛生学園）が開校している。
- 2010年（平成22年）4月 - 敷地内のイチョウが景観重要樹木に指定される[1]。

## 通学区域
2014年度は以下の通りである。
- 富士見町3丁目
- 上町3丁目（1番～33番を除く）、4丁目（3番～89番を除く）
- 不入斗町1丁目～3丁目
- 鶴が丘
- 平和台
- 汐見台
- 望洋台
- 佐野町1丁目～4丁目、5丁目（12番～26番を除く）、6丁目（9番～33番を除く）

また、坂本町3丁目のうち彩の丘住宅地は横須賀市立桜小学校の通学区域であるが、通うことができる。

## 進学先中学校
通学区域の全域が横須賀市立不入斗中学校に進学する。
不入斗町3丁目21番は横須賀市立坂本中学校にも進学できる。
また、公立学校選択制により、以下の学校を選択できる。
- 横須賀市立坂本中学校
- 横須賀市立公郷中学校
- 横須賀市立衣笠中学校

## 交通
- 京浜急行バス
  - 不入斗橋バス停より徒歩
  - 豊の坪バス停より徒歩
  - 鶴久保小学校バス停より徒歩

## 主な出身者
- 山口百恵 - 元アイドル歌手
- 青山正明 - 編集者・ライター